# Xã Marion, Quận Newton, Missouri
Xã Marion (tiếng Anh: Marion Township) là một xã thuộc quận Newton, tiểu bang Missouri, Hoa Kỳ. Năm 2010, dân số của xã này là 3.787 người.